# Skiffle

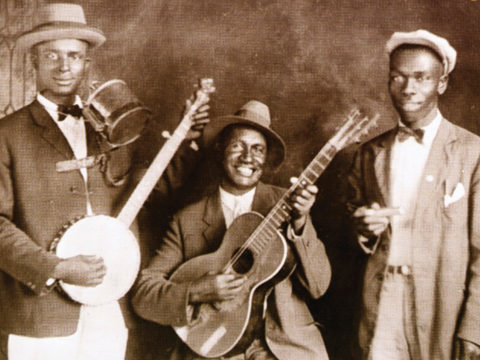
Jug band des Cannon's Jug Stompers.

Le skiffle est un genre de musique folklorique, d'influence jazz, country et blues. Il a pour particularité d'incorporer des instruments bricolés à partir d'accessoires domestiques : planche à laver (washboard) faisant office de batterie, basse à une corde faisant résonner un baquet à lessive ou une caisse à thé (tea-chest bass), kazoos, violons taillés dans des boîtes à cigares, peignes frottant contre du papier... La base harmonique utilise des instruments traditionnels (guitares, banjos, mandolines, pianos).

## Historique
Skiffle group est l'un des termes américains utilisés pour désigner les groupes de musiciens les plus démunis, plus souvent d'ascendance afro-américaine, utilisant des instruments de fortune. On reconnait aussi les termes washboard band (utilisant une planche à laver grattée avec des dés à coudre en guise d'instrument de percussion) ou jug band (utilisant une cruche, dans laquelle on souffle pour produire un son).
L'origine du skiffle remonte au début du XXe siècle, à La Nouvelle-Orléans (on parlait à l'époque de spasm bands ou de jug bands). Dans les années 1920 et 1930, on trouve une forme de skiffle à Louisville (Kentucky) ainsi qu'à Memphis. Le nom provient d'un enregistrement en 1925 du groupe « Jimmy O'Bryant and his Chicago Skifflers ». Il y aura également en 1948 « Dan Burley & His Skiffle Boys » et entre 1955 et 1960, le « Vipers Skiffle Group ».
Le skiffle eut son heure de gloire au Royaume-Uni à la fin des années 1950, où c'était un genre très populaire. Lonnie Donegan en est le plus célèbre représentant, bien qu'il ait rapidement délaissé les instruments bricolés (seul son premier album inclut une planche à laver). Il connut un succès international avec une reprise de la chanson du bluesman Leadbelly, Rock Island Line. D'autres groupes britanniques de skiffle sont « Gin Mill Skiffle Group », Billy Fury, ainsi que les Quarrymen, premier groupe créé par John Lennon qui deviendra plus tard The Beatles. Il y aura aussi « Ken Coyler's Jazzmen and Skiffle Group » et « Chas McDevitt (en) Skiffle Group » avec le fameux Freight Train chanté avec Nancy Whiskey (en). Bill Wyman des futurs Rolling Stones a joué du skiffle à la RAF pendant son service militaire en 1957 avec Casey Jones (en).
Le skiffle a été un style déclencheur pour l'explosion de la musique populaire britannique des années 1960. Par sa simplicité, il a ouvert des horizons nouveaux aux jeunes de cette époque (The Spinners, Reinhard Mey), leur apportant l'espoir d'écrire eux-mêmes des chansons et de devenir célèbres. Dès le début des années soixante, avec l'arrivée des Beatles et des Rolling Stones, ce style musical sera remplacé par le rock 'n' roll et le pop rock.
Le chanteur Hugues Aufray se produisit à l'Olympia accompagné de son Skiffle Group comprenant Tatcho Fantini, Claude Mevel, Freddy Street et Michel Langouet aux guitares et avec Francis Dunglas à la basse. Ce spectacle est enregistré et publié sur un microsillon intitulé Olympia 64. Un autre disque de même format, En direct de l'Olympia, est publié deux ans plus tard avec Tatcho Fantini, Francis Dunglas, Claude Mevel, Bernard Photzer aux guitares, Richard Borofsky, harpe et harmonica et Harry M. Saffer au banjo.
Durant l'été 1970, le groupe britannique Mungo Jerry se classe premier dans de nombreux pays avec sa chanson In the Summertime typiquement dans le style Skiffle.

### Discographie
- Disque 45t Versailles no 90S168, série « Oriole », Charles mcDevitt skiffle group Fright train avec nancy Whiskey, The cotton song, House of the rising sun, it takes a worried man.